# Макаров Олексій Валерійович
Олексій Валерійович Макаров (нар. 15 лютого 1972, Омськ, РРФСР, СРСР) — російський актор театру та кіно.

## Біографія
Народився 15 лютого 1972 року в Омську, в сім'ї артиста естради Валерія Макарова та актриси Любові Поліщук. Батьки розлучилися, коли йому було 4 роки. Після цього Олексій зі своїм батьком ніколи не зустрічався.
Після закінчення школи, з другої спроби  вступив до ГІТІС (курс Павла Хомського).
У 1994 році, після закінчення інституту, працював в театрі імені Моссовєта, але оскільки великих ролей йому не пропонували, в 29 років пішов з театру. До цього часу в нього вже був невеликий досвід роботи в кіно («Чек», «Ворошиловський стрілок», «Далекобійники»), але зоряна година актора настала після виходу на екрани фільму «Особистий номер», в якому він зіграв головну роль.

## Участь у телепроєктах
У 2003 році брав участь в «Форт Боярд». Капітани команди та учасники: Євгенія Крюкова, Михайло Ефремов, Катерина Коновалова, Анатолій Журавльов і Олександр Мінаков виграш 27 840.
У 2005 році брав участь у телегрі «Вгадай мелодію» разом з Агріпіною Стекловою і Олександром Носиком і вибув у третьому турі.
Брав участь у проекті Першого каналу «Льодовиковий період» в парі з фігуристкою і співачкою Анною Семенович.
12 грудня 2015 рік гість програми «Смак».

## Особисте життя
- Перша дружина — журналістка Марія Сперанська (нар. 1963)[2]
- Друга дружина — артистка балету Ольга Силаєнкова
- Катерина Семенова — акторка театру і кіно.
- Цивільна дружина — акторка Вікторія Богатирьова (нар. 5 листопада 1979)
  - дочка — Варвара Олексіївна Макарова (нар. 23 лютого 2010)[3]
- Третя дружина (1 листопада 2011 — 2 липня 2013) — акторка Марія Миронова (нар. 28 травня 1973) [4][5].

## Фільмографія
| Рік  |   | Назва                              | Роль                                                      |    |
| ---- | - | ---------------------------------- | --------------------------------------------------------- | -- |
| 1995 | ф | На розі, біля Патріарших           | циган                                                     | ру |
| 1999 | ф | Ворошиловський стрілок             | Борис Чуханов                                             | ру |
| 2000 | ф | Чек                                | Ілля                                                      | ру |
| 2000 | ф | У серпні 44-го ...                 | майор-танкіст у «Вілісі»                                  | ру |
| 2001 | с | Далекобійники                      | Сергій, 10 серія                                          | ру |
| 2001 | с | Ростов-тато                        | Стьопа, курсант                                           | ру |
| 2002 | ф | У русі                             | Олексій                                                   | ру |
| 2002 | с | Щоденник вбивці                    | Андрій Савін, колишній однокурсник Поліни                 | ру |
| 2002 | с | Головні ролі                       |                                                           | ру |
| 2002 | ф | Світські хроніки                   | Енді Джонс                                                | ру |
| 2003 | ф | П'ятий Ангел                       | Степан                                                    | ру |
| 2003 | с | Каменська-3, фільм 1, Ілюзія гріха | Аслан, викладач математики                                | ру |
| 2003 | ф | Не звикайте до чудес               | Костик                                                    | ру |
| 2003 | с | Чисті ключі                        | Альберт                                                   | ру |
| 2004 | с | Московська сага                    | Олександр Шереметьєв                                      | ру |
| 2004 | ф | Особистий номер                    | майор Смолін                                              | ру |
| 2004 | ф | Чудеса в Решетові                  | Іван                                                      | ру |
| 2005 | ф | Необхідна няня                     | Андрій                                                    | ру |
| 2005 | с | Найкрасивіша                       | Віктор                                                    | ру |
| 2005 | с | Примножує смуток                   | Сергій Ординцев, «Вірний кінь»                            | ру |
| 2006 | с | Офіцери                            | Єгор Осоргін, «Ставр»                                     | ру |
| 2006 | ф | Знаки любові                       | Олексій                                                   | ру |
| 2006 | ф | Дівчата                            |                                                           | ру |
| 2006 | с | Не було б щастя ...                | Балашов                                                   | ру |
| 2007 | с | Сплачено смертю                    |                                                           | ру |
| 2007 | ф | Суджений-ряджений                  | Федір Степанович Бондарєв                                 | ру |
| 2007 | ф | Нічні сестри                       | Кирило Іванович Шнек                                      | ру |
| 2008 | с | Найкрасивіша 2                     | Віктор                                                    | ру |
| 2009 | с | Ланцюг                             | Віктор                                                    | ру |
| 2009 | ф | Снігова людина                     | Саша                                                      | ру |
| 2009 | ф | Перша спроба                       | Женя Смолін, перший чоловік Мари, журналіст               | ру |
| 2009 | ф | Цар                                | воєвода Количов                                           | ру |
| 2010 | ф | Карусель                           | Андрій Корнілов                                           | ру |
| 2010 | ф | Сильна слабка жінка                | Микола Черкасов                                           | ру |
| 2010 | с | Трохи не в собі                    | Михайло, командир повітряного судна                       | ру |
| 2010 | ф | Рись                               | майор Ракітін                                             | ру |
| 2010 | ф | Далі кохання                       | Едик                                                      | ру |
| 2010 | с | Анжеліка                           | Олексій                                                   | ру |
| 2011 | ф | На гачку!                          | Денис Полікарпов                                          | ру |
| 2011 | ф | Чиста проба                        | Шериф                                                     | ру |
| 2011 | ф | Справжні                           | Петро Гривін                                              | ру |
| 2011 | ф | Про що ще говорять чоловіки        | Паша                                                      | ру |
| 2011 | с | Лектор                             | Олег Корж                                                 | ру |
| 2011 | с | Відділ С.С.С.Р.                    | Сергій Головков                                           | ру |
| 2012 | ф | Красуня і чудовисько               | Малигін                                                   | ру |
| 2012 | ф | Особиста справа майора Баранова    | майор Баранов                                             | ру |
| 2012 | ф | 1812: Уланська балада              | Багратіон                                                 | ру |
| 2013 | ф | Три мушкетери                      | Портос                                                    | ру |
| 2013 | ф | Раз, два! Люблю тебе!              | Володимир                                                 | ру |
| 2013 | с | Сильніше долі                      | Андрій                                                    | ру |
| 2013 | ф | Поки ще жива                       | Борис                                                     | ру |
| 2014 | ф | Піти, щоб повернутися              | Ілля Миколайович                                          | ру |
| 2014 | ф | Час збирати                        | Олексій                                                   | ру |
| 2014 | ф | Подарунок з характером             |                                                           | ру |
| 2014 | с | Вдова                              | Поташов                                                   | ру |
| 2014 | с | Вірю не вірю                       | Степан                                                    | ру |
| 2015 | с | І в горі, і в радості              |                                                           | ру |
| 2016 | ф | День виборів 2                     | Балашов                                                   | ру |
| 2016 | с | Частка всесвіту                    | Андрій Каманін                                            | ру |
| 2016 | с | Куба                               | капітан Кубанков                                          | ру |
| 2017 | ф | Історія одного призначення         | Сергій Толстой                                            | ру |
| 2017 | ф | Проти всіх правил                  | Олексій Верещагін                                         | ру |
| 2017 | ф | Короткі хвилі                      | Лабр                                                      | ру |
| 2018 | с | Син                                | Юрій Миколайович Марков                                   | ру |
| 2018 | с | Дівчатка не здаються               | Максим, адвокат                                           | ру |
| 2018 | ф | Московські таємниці. Сім сестер    | Максим Анатолійович Зарубін, бізнесмен                    | ру |
| 2019 | с | Куба. Особиста справа              | капітан / майор Кубанков Андрій Григорович                | ру |
| 2019 | с | Пекар і красуня                    | Платон                                                    | ру |
| 2019 | с | СМЕРШ                              | Георгій Волков, капітан держбезпеки, дипкурьер            | ру |
| 2019 | ф | Гроза                              | Савел Прокофич Дикой                                      | ру |
| 2020 | ф | Гості з минулого                   | Сергій Данилов чоловік Світлани, тато Христини, бізнесмен | ру |
| 2020 | ф | Політ                              | чоловік Ірини                                             | ру |

## Цікаві факти
31 жовтня 2009 року машина під управлінням Макарова потрапила в аварію. Визначивши пошкодження, артист поїхав з місця інциденту.
У свідоцтві про народження та інших документах Олексія Макарова вказана помилкова дата народження — 15 квітня 1972 року. Насправді, за словами самого актора, справжній день його народження припадає на 15 лютого.

## Нагороди
- Премія ФСБ Росії (номінація «Акторська робота», заохочувальний диплом, 2006) — за роль офіцера ФСБ майора Смоліна в художньому фільмі «Особистий номер».